# Liga Premier de Egipto 2021-22
La Liga Premier de Egipto 2021-22, también llamada Liga WE por motivos de patrocinio, fue la 63.° temporada de la Premier League de Egipto. La temporada comenzó el 25 de octubre de 2021 y terminó el 30 de agosto de 2022. El campeón del torneo fue Zamalek que consiguió su título número 14 en la Liga Premier.

## Ascensos y descensos
Al término de la temporada 2020-21, descendieron Wadi Degla, El Entag El Harby y Aswan; y ascendieron Eastern Company, Future (anteriormente Coca-Cola) y Pharco tras haber ganado cada uno de los tres grupos de la Segunda División de Egipto.
| Pos. | Descendidos a Segunda División de Egipto 2021-22 |
| ---- | ------------------------------------------------ |
| 16.º | Wadi Degla                                       |
| 17.º | El Entag El Harby                                |
| 18.º | Aswan SC                                         |

| Pos.       | Ascendidos de Segunda División de Egipto 2020-21 |
| ---------- | ------------------------------------------------ |
| 1.º (G. A) | Eastern Company                                  |
| 1.º (G. B) | Future F. C.                                     |
| 1.º (G. C) | Pharco F. C.                                     |

## Información de los equipos
| Equipo                  | Ciudad              | Estadio                           | Capacidad |
| ----------------------- | ------------------- | --------------------------------- | --------- |
| Al-Ahly                 | El Cairo            | Estadio Al-Salam                  | 30.000    |
| Al-Ittihad Alexandria   | Alejandría          | Estadio de Alejandría             | 19.676    |
| Al-Masry                | Puerto Said         | Estadio Borg El Arab              | 86.000    |
| Ceramica Cleopatra FC   | Guiza               | Estadio de Suez                   | 27.000    |
| Eastern Company SC      | El Cairo            | Estadio Petro Sport               | 16.000    |
| El Gouna FC             | El Gouna            | Estadio Khaled Bichara            | 12.000    |
| El-Mokawloon El-Arab SC | El Cairo            | Estadio Osman Ahmed Osman         | 35.000    |
| ENPPI Club              | El Cairo            | Estadio Petro Sport               | 16.000    |
| Future FC               | El Cairo            | Estadio 30 de Junio               | 30.000    |
| Ghazl El-Mehalla        | El-Mahalla El-Kubra | Estadio El Mahalla                | 14,564    |
| Ismaily SC              | Ismailía            | Estadio de Ismailia               | 18.525    |
| Misr El Makasa          | Fayún               | Estadio Osman Ahmed Osman         | 35.000    |
| National Bank of Egypt  | El Cairo            | Estadio El-Shorta                 | 8.500     |
| Pharco FC               | El Cairo            | Estadio Borg El Arab              | 86.000    |
| Pyramids FC             | El Cairo            | Estadio 30 de Junio               | 30.000    |
| Smouha SC               | Alejandría          | Estadio de Alejandría             | 19.676    |
| Tala'ea El Gaish SC     | El Cairo            | Estadio Gehaz El Reyada           | 20.000    |
| Zamalek SC              | El Cairo            | Estadio Internacional de El Cairo | 75.000    |

## Tabla de posiciones
| Pos. | Equipo                 | Pts. | PJ | G  | E  | P  | GF | GC | Dif. | Clasificación o descenso 2022-23 |
| ---- | ---------------------- | ---- | -- | -- | -- | -- | -- | -- | ---- | -------------------------------- |
| 1    | Zamalek (C)            | 77   | 34 | 24 | 5  | 5  | 62 | 29 | +33  | Liga de Campeones de la CAF      |
| 2    | Pyramids               | 71   | 34 | 22 | 5  | 7  | 56 | 25 | +31  | Copa Confederación de la CAF     |
| 3    | Al-Ahly                | 70   | 34 | 20 | 10 | 4  | 62 | 21 | +41  | Liga de Campeones de la CAF      |
| 4    | Tala'ea El-Gaish       | 56   | 34 | 14 | 14 | 6  | 27 | 24 | +3   |                                  |
| 5    | Future                 | 56   | 34 | 16 | 8  | 10 | 49 | 34 | +15  | Copa Confederación de la CAF     |
| 6    | Smouha                 | 47   | 34 | 11 | 14 | 9  | 44 | 45 | −1   |                                  |
| 7    | National Bank of Egypt | 46   | 34 | 11 | 13 | 10 | 40 | 41 | −1   |                                  |
| 8    | Pharco                 | 42   | 34 | 9  | 15 | 10 | 21 | 22 | −1   |                                  |
| 9    | ENPPI Club             | 39   | 34 | 8  | 15 | 11 | 37 | 39 | −2   |                                  |
| 10   | El-Mokawloon El-Arab   | 38   | 34 | 8  | 14 | 12 | 30 | 31 | −1   |                                  |
| 11   | Ismaily                | 38   | 34 | 9  | 11 | 14 | 26 | 38 | −12  |                                  |
| 12   | Al-Ittihad Alexandria  | 38   | 34 | 9  | 11 | 14 | 40 | 52 | −12  |                                  |
| 13   | Al-Masry               | 38   | 34 | 8  | 14 | 12 | 40 | 41 | −1   |                                  |
| 14   | Ceramica Cleopatra     | 37   | 34 | 7  | 16 | 11 | 34 | 41 | −7   |                                  |
| 15   | Ghazl El-Mehalla       | 36   | 34 | 7  | 15 | 12 | 26 | 37 | −11  |                                  |
| 16   | El Gouna (D)           | 36   | 34 | 9  | 9  | 16 | 33 | 46 | −13  | Segunda División                 |
| 17   | Eastern Company (D)    | 33   | 34 | 7  | 12 | 15 | 33 | 56 | −23  | Segunda División                 |
| 18   | Misr El Makasa (D)     | 15   | 34 | 2  | 9  | 23 | 12 | 45 | −33  | Segunda División                 |

 Fuente: Soccerway
Criterios de clasificación: Puntos · Enfrentamientos directos · Diferencia de goles · Goles a favor · Puntos fair-play · Play-off.
Notas:
1. ↑  La Liga Premier de Egipto 2021-22 no finalizó en la fecha máxima establecida por la CAF. Como resultado, la Federación de Fútbol de Egipto anunció que Zamalek y Al-Ahly, que estaban en el primer y segundo lugar después de 24 fechas respectivamente, representaron a Egipto en la Liga de Campeones de la CAF 2022-23. Por otra parte, Pyramids y Future, que estaban en el tercer y cuarto lugar después de 24 fechas respectivamente, representaron a Egipto en la Copa Confederación de la CAF 2022-23.
2. 1 2  Puntos en partidos directos: Tala'ea El-Gaish 6, Future 0.
3. 1 2 3 4  Puntos en partidos directos: El-Mokawloon El-Arab 12, Ismaily 11, Al-Ittihad 5, Al-Masry 4.
4. 1 2  Puntos en partidos directos: Ghazl El-Mehalla 4, El Gouna 1.

## Resultados
| Local \ Visitante      | AHL | CLE | EAS | ENP | FUT | GHA | GOU | ISM | ITI | MAS | MIS | MOK | NBE | PHA | PYR | SMO | TAL | ZAM |
| ---------------------- | --- | --- | --- | --- | --- | --- | --- | --- | --- | --- | --- | --- | --- | --- | --- | --- | --- | --- |
| Al-Ahly                | —   | 4–0 | 4–1 | 2–0 | 4–0 | 2–1 | 2–0 | 0–0 | 1–0 | 2–0 | 4–0 | 1–0 | 1–0 | 0–0 | 3–0 | 4–1 | 0–0 | 2–2 |
| Ceramica Cleopatra     | 1–1 | —   | 0–1 | 0–0 | 0–3 | 0–0 | 3–2 | 2–1 | 5–0 | 1–4 | 4–1 | 2–2 | 1–0 | 1–1 | 0–2 | 1–1 | 1–1 | 0–1 |
| Eastern Company        | 0–0 | 1–0 | —   | 0–2 | 1–4 | 2–3 | 0–2 | 0–2 | 2–2 | 2–2 | 2–1 | 1–1 | 2–3 | 0–3 | 0–3 | 2–2 | 0–0 | 1–2 |
| ENPPI Club             | 1–2 | 0–0 | 1–2 | —   | 1–2 | 2–2 | 2–2 | 2–0 | 1–0 | 1–1 | 0–0 | 3–2 | 2–2 | 0–1 | 1–1 | 1–1 | 0–1 | 0–2 |
| Future F. C.           | 1–1 | 1–1 | 1–1 | 1–2 | —   | 2–1 | 3–2 | 1–2 | 4–3 | 1–1 | 1–0 | 1–0 | 2–0 | 1–0 | 1–0 | 4–0 | 0–1 | 0–1 |
| Ghazl El-Mehalla       | 2–3 | 0–0 | 1–0 | 3–0 | 0–9 | —   | 2–1 | 0–0 | 1–1 | 1–1 | 1–0 | 1–1 | 1–1 | 1–1 | 0–2 | 1–0 | 0–1 | 0–2 |
| El Gouna               | 0–0 | 1–1 | 2–3 | 1–1 | 2–1 | 0–0 | —   | 0–3 | 1–0 | 0–3 | 0–1 | 1–2 | 1–2 | 1–0 | 1–2 | 1–0 | 2–1 | 1–4 |
| Ismaily S. C.          | 0–4 | 2–0 | 1–1 | 0–2 | 0–0 | 0–0 | 0–1 | —   | 1–0 | 3–2 | 1–0 | 0–0 | 2–2 | 0–0 | 0–4 | 1–0 | 0–1 | 0–2 |
| Al-Ittihad             | 0–3 | 4–4 | 1–1 | 2–1 | 3–2 | 3–0 | 1–0 | 1–2 | —   | 0–0 | 1–0 | 0–1 | 3–0 | 1–2 | 1–0 | 2–5 | 1–1 | 0–2 |
| Al-Masry               | 1–0 | 1–1 | 1–2 | 2–2 | 0–2 | 1–1 | 1–0 | 4–1 | 0–1 | —   | 3–2 | 0–2 | 1–3 | 0–0 | 2–2 | 0–0 | 0–0 | 0–0 |
| Misr Lel Makkasa       | 0–1 | 0–0 | 0–0 | 0–2 | 0–3 | 0–1 | 2–0 | 2–2 | 0–0 | 0–2 | —   | 0–3 | 1–2 | 0–0 | 0–2 | 0–2 | 0–0 | 0–1 |
| El-Mokawloon El-Arab   | 0–0 | 0–1 | 1–0 | 2–2 | 0–1 | 1–0 | 0–0 | 1–1 | 1–1 | 2–1 | 1–1 | —   | 1–1 | 2–0 | 0–2 | 0–0 | 1–1 | 1–2 |
| National Bank of Egypt | 0–0 | 0–0 | 2–1 | 1–1 | 1–4 | 2–1 | 1–1 | 1–0 | 1–1 | 2–2 | 1–0 | 2–1 | —   | 0–1 | 0–1 | 1–2 | 3–0 | 1–2 |
| Pharco F. C.           | 1–4 | 1–0 | 1–1 | 1–0 | 1–0 | 1–1 | 0–0 | 0–0 | 0–1 | 0–1 | 2–0 | 1–0 | 2–2 | —   | 1–2 | 0–0 | 0–1 | 0–1 |
| Pyramids F. C.         | 2–0 | 0–1 | 3–0 | 1–0 | 0–0 | 1–0 | 1–3 | 1–0 | 3–0 | 3–1 | 2–1 | 1–0 | 1–0 | 0–0 | —   | 5–1 | 3–0 | 2–3 |
| Smouha S. C.           | 3–2 | 1–1 | 3–0 | 1–1 | 1–1 | 2–0 | 2–2 | 2–1 | 4–4 | 2–1 | 1–0 | 1–1 | 0–1 | 0–0 | 0–2 | —   | 1–0 | 2–0 |
| Tala'ea El-Gaish       | 1–0 | 1–0 | 1–1 | 1–1 | 1–0 | 0–0 | 0–1 | 1–0 | 2–1 | 1–0 | 0–0 | 1–0 | 1–1 | 1–0 | 2–2 | 3–3 | —   | 0–2 |
| Zamalek S. C.          | 3–5 | 3–2 | 1–2 | 0–2 | 3–2 | 4–0 | 2–1 | 2–1 | 1–1 | 2–1 | 5–0 | 1–0 | 1–1 | 0–0 | 3–0 | 2–0 | 0–1 | —   |